# 癜風菌
癜風菌（でんぷうきん）またはMalassezia furfur（マラセチア・フルフル）は、ヒトやその他の哺乳類の皮膚表面に見られる真菌である。菌糸体は、かつてPityrosporum ovaleとして知られた。脂漏性湿疹や癜風等の広範な真菌症による皮膚状態に関係する。日和見感染として、頭垢や皮膚糸状菌症、また造血細胞移植を受けた患者では、カテーテル関連真菌血症や肺炎にも関係している。イヌを含む他の動物にも感染する。

## 背景
M. furfurは、真皮の表層に存在する。一般的に、皮膚微生物叢を形成する片利共生生物として存在するが、未知の分子変化により、生活環の中で酵母から菌糸体に変形すると病原性を持ちうる。これは、制御不能な増殖とそれに続く皮膚微生物叢のバランスの喪失につながる。真菌の感染性を高める可能性のある因子または特性としては、バイオフィルムの形成、表面への付着性や疎水性の増加等がある。
病原性M. furfurの感染は体幹または四肢に発生し、臨床的には鱗屑を伴う斑に融合した色素斑として現れる。これらの病変の多くは、ほとんどの患者で自然に解消する。他の年齢グループと比べて、子供に最も多く症状が出る。脂漏性皮膚炎、頭垢、癜風、白癬等、皮膚に現れる多くの症状と関連する。また造血細胞移植を受けた患者でのカテーテル関連真菌血症や肺炎など、真菌の感染を原因とする他の疾患が生じることもある。

## 形態と特徴
M. furfurは単細胞生物で、大きさは1.5–4.5 × 2.0–6.5 μmである。末端に小さな突起部が見られるため、細胞は瓶のような形である。特殊な条件を必要とするため、研究室で生育を行うことは難しい。

## 治療
アゾール系抗真菌薬、シクロピロクスオラミン、ピロクトンオラミン、ジンクピリチオン、ケトコナゾール、イトラコナゾール、または硫黄化合物などの抗真菌薬の局所適用は、M. furfurによって引き起こされる疾患の治療に処方される。

## 関連文献
- Larone, D.H. (2002). Medically Important Fungi: A Guide to Identification (4 ed.). ISBN 1-55581-172-8